# Sherman Alexie
Sherman Joseph Alexie, Jr. (Spokane, 7 de outubro de 1966) é um poeta e escritor estadunidense.
Ele recebeu vários prêmios como escritor de novelas, contos, poemas e screenplays. Alexie mora na cidade de Seattle, no estado de Washington. Os conflitos humanos discursados em seus escritos parecem sempre incluir o tema predominante que ocorre em sua expressão literária, algo que tem a ver com a sua vida de ameríndio (sendo que é filho do povo Spokane e da tribo Coer d'Alene).
Sherman Alexie cresceu na reserva indígena de Spokane, em Wellpinit, Washington, cerca de 50 milhas ao noroeste da cidade de Spokane. Apesar de uma infância com dificuldades de saúde, ele se tornou um leitor assíduo que prontamente sentiu-se frustrado com o sistema escolar da reserva indígena, optando assim por participar do sistema escolar de segundo grau, estabelecido  principalmente para a edificação de estudantes de etnia de origem européia (brancos), de sua região.
Mais tarde ele freqüentou a Gonzaga University (Universidade de Gonzaga) antes de transferir sua matrícula para a Universidade do Estado de Washington (Washington State University). Ele foi um dos primeiros membros de seu povo a se formar com um curso superior.
Alexie lutou contra o alcoolismo em seus tempos de faculdade mas encontrou força para lidar com a situação interior em seus surtos poéticos e, em geral, externando seus sentimentos como escritor.
Alexie é declaradamente contra a discriminação de qualquer tipo (racismo, homofobia, etc...).

## Livros
- The Business of Fancydancing (Poesia, 1991)
- I Would Steal Horses (Poesia, 1993)
- Old Shirts and New Skins (Poesia, 1993)
- First Indian on the Moon (Poesia, 1993)
- The Lone Ranger and Tonto Fistfight in Heaven (Contos, 1993)
- Seven Mourning Songs For the Cedar Flute I Have Yet to Learn to Play (Poesia, 1993)
- Reservation Blues (Novela, 1995)
- Water Flowing Home (Poesia, 1995)
- Indian Killer (Novela, 1996)
- The Summer of Black Widows (Poesia, 1996)
- The Man Who Loves Salmon (poetry, 1998)
- The Toughest Indian in the World (Contos, 2000)
- One Stick Song (Poesia, 2000)
- Ten Little Indians (Histórias, 2003)
- The Absolutely True Diary of a Part-Time Indian (Novela, 2007)
- Flight (Romance, 2007)
- Blasphemy: New and Selected Stories (Contos, 2012)
- Face (Poesia, 2009)
- You Don't Have to Say You Love Me (Memórias, 2017)

## Filmes
- Smoke Signals (filme)|Smoke Signals (Escritor, 1999; adaptação do conto, "This is What It Means to Say Phoenix, Arizona" em Lone Ranger and Tonto)
- The Business of Fancydancing (Escritor e diretor, 2002)
- 49? (Escritor, 2003)